# Bariano
Bariano [baˈrjaːno] (Barià [baˈɾja] in dialetto bergamasco) è un comune italiano di 4 279 abitanti della provincia di Bergamo in Lombardia.
Situato nella pianura centrale bergamasca, è posto a circa 22 chilometri a sud del capoluogo orobico.

## Estratto storico
I primi insediamenti che interessarono il territorio di Bariano furono quelli di alcune piccole tribù del popolo dei Liguri, a cui subentrarono poi i Galli Cenomani. Recenti studi considerano addirittura l'ipotesi che furono proprio alcune di queste tribù, dopo aver soggiornato nell'attuale territorio di Bariano, a fondare la città di Bergamo, molto prima dell'arrivo dei Romani.
Tuttavia fu con i Romani stessi che il borgo cominciò ad assumere le sembianze di un vero e proprio centro abitato. A tal riguardo numerosi sono i resti rinvenuti sul territorio risalenti a quell'epoca: su tutti spicca per importanza la scoperta di lapidi e di sepolture, testimonianza del fatto che si trattava già di un centro che rivestiva una particolare importanza.
Si succedettero quindi le dominazioni dei Longobardi e dei Franchi. A questo periodo risale il primo documento scritto che attesta l'esistenza del toponimo: redatto nell'anno 861, formalizza il passaggio di queste terre (unitamente ai vicini centri di Morengo e Camisano) sotto la giurisdizione della Diocesi di Bergamo.
Fu in quegli anni che cominciarono a verificarsi gli scontri fratricidi tra le diverse anime della popolazione: quella guelfa e quella ghibellina.
A scopo difensivo quindi venne decisa la costruzione di un castello, che sorgeva nei pressi dell'attuale chiesa parrocchiale. Più volte attaccato, distrutto e ricostruito, non ha lasciato che pochi resti visibili ai giorni nostri.

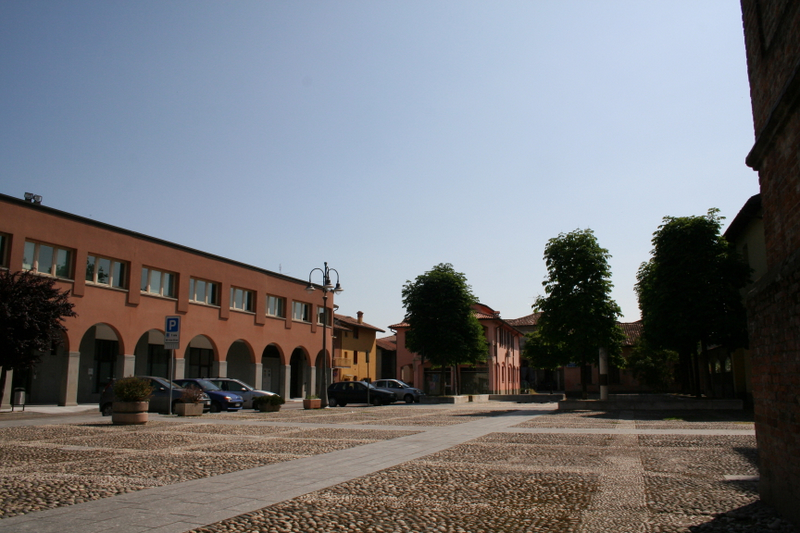
La piazza adiacente alla chiesa parrocchiale.

Tutti gli scontri tra opposte fazioni terminarono nel XV secolo con l'avvento della Repubblica di Venezia. Questa compì numerosi interventi volti al miglioramento delle condizioni sociali e lavorative, dissodando terreni e costruendo canali per l'irrigazione.
Tra questi va menzionato il fosso bergamasco, costruito al fine di stabilire in modo definitivo i confini territoriali tra lo Stato di terra di Venezia ed i possedimenti del Ducato di Milano. Questo lambiva anche il territorio di Bariano, delimitandolo a sud e ad ovest.
Da allora il paese ha cominciato ad assumere una forte connotazione e tradizione rurale, con l'agricoltura attività predominante.
Tuttavia in questi anni il paese, come gran parte dei borghi della pianura bergamasca posti nelle vicinanze del confine, dovette subire le scorrerie del Ducato di Milano, intenzionati a riprendersi questi territori, compiendo anche atti di rappresaglia contro la popolazione. Documenti in tal senso attestano un'incursione di truppe avvenuta nel 1613.
I successivi regimi che si susseguirono dopo la fine della Serenissima non riguardarono direttamente questo comune, che seguì le sorti del resto della provincia.
Soltanto nel corso del XX secolo il paese ha visto un sostanziale cambiamento della vita lavorativa: all'agricoltura sono subentrati l'industria ed il terziario, con un conseguente incremento demografico, relegando il lavoro nei campi a parte minoritaria.

## Simboli
Lo stemma e il gonfalone del Comune di Bariano sono stati concessi con decreto del presidente della Repubblica del 14 marzo 1979.
La presenza di tre gatti nell'emblema comunale è dovuta ad un errore di interpretazione della bozza di stemma predisposta, ma non approvata, nel 1949, dove apparivano i colori rosso e oro del capoluogo bergamasco, con tre bachi da seta e tre pannocchie a simboleggiare le principali attività del paese: la bachicoltura e la coltivazione del mais. Il progetto fu ripreso nel 1978, ma le figure disegnate nel bozzetto vennero scambiate per dei gatti.
Il gonfalone è un drappo troncato di bianco e di rosso.

## Monumenti e luoghi d'interesse
Il paese presenta una grande quantità di cascine in aperta campagna (tra cui la cascina Bigliarda, la cascina Fada, la cascina Corsa), testimonianza dell'anima rurale del borgo.
Il centro storico del borgo, anticamente sede delle mura e del fossato difensivo della città, presenta oggi solo una traccia dell'antico fortilizio, in corrispondenza dell'edificio noto come il Palazzo, che si affaccia sulla piazza principale. La piazza ospita anche la chiesa parrocchiale dei Santi Gervasio e Protasio. Costruita nel XVIII secolo in luogo di un precedente edificio di culto, conserva affreschi di buona fattura, tra i quali spiccano la Trinità in gloria e i Santi Pietro e Paolo e la Fede, di Vincenzo Angelo Orelli e la Vergine in trono col Bambino ed i Santi Luigi Gonzaga e Stanislao Kostka di Francesco Capella.

All'interno del centro storico sono inoltre collocate numerose corti rustiche antiche; sono degne di nota la corte di Palazzo Grataroli e lo Stallo della Misericordia, dalla notevole architettura tardo-quattrocentesca, oggi sede della biblioteca cittadina. Nel territorio comunale, in direzione di Romano di Lombardia, sorge anche l'ex Convento dei Neveri, sorto nello stesso luogo dell'antico insediamento romano di Vicus Aberga. Antica sede dell'ordine dei Carmelitani è dotato di un bel chiostro.

La chiesa parrocchiale di Bariano

### Lo "Stallo della Misericordia"
La "casa della Misericordia" di Bariano apparteneva alla Misericordia Maggiore di Bergamo (MIA), un'istituzione benefica fondata nel XIII secolo e divenuta potente con la donazione ed i lasciti di Bartolomeo Colleoni (1475). La potente istituzione benefica cittadina fu riprodotta ben presto dai vari comuni del territorio, che istituirono delle "Misericordie" locali con il compito di assistere i poveri durante le carestie e le epidemie. Anche Bariano, a partire dal XVI secolo, ebbe una sua Misericordia dotata di modeste rendite derivanti dai lasciti di cittadini barianesi. Il Consorzio della Misericordia in Bariano, è la più antica istituzione caritatevole del luogo, fondata quasi certamente nel XV secolo, aveva svariati scopi caritatevoli nei confronti dei poveri della Comunità. Dell'edificio della Misericordia si fa cenno nel XVI secolo dove viene aperta "la scuola di leggere, scrivere ed aritmetica" per l'istruzione dei maschi. Dalla scarsa documentazione ritrovata, relativa alla "Casa della Misericordia di Bariano proprietà della Misericordia Maggiore di Bergamo, risulta che la MIA di Bergamo affitta e successivamente vende un lungo elenco di terreni agricoli in Bariano e indica un edificio destinato alla residenza del "massaro". Infatti, sino ai tempi nostri, l'intero complesso di fabbricati è stato utilizzato come residenza rurale. Ritroviamo della documentazione sui fabbricati nel Catasto Teresiano del 1738, 1808, 1830, 1831, 1835 e nel catasto Lombardo-Veneto del 1842 e nel nuovo catasto anno 1903, 1943 e 1988. Nella comparazione delle mappe del nuovo catasto con quelle del catasto lombardo-veneto si ha una chiara visione degli interventi realizzati sui fabbricati. Attualmente, lo "Stallo della Misericordia" è di proprietà dell'Amministrazione Comunale di Bariano. Sull'intero complesso sono stati fatti progetti di recupero e di riutilizzo degli spazi a favore della Comunità. I locali recuperati dello "Stallo della Misericordia" , posti a piano terra, caratterizzati da soffitti voltati, sono stati destinati a mostre e attività espositive, di cui questa importante pubblicazione vuole essere prima testimone, mentre al piano superiore è presente una sala riunioni, utile anche da Sala Consiliare, con locali accessori. Anche se l'edificio non presenta caratteristiche architettoniche di alto pregio è sicuramente una parte importante della storia di Bariano.
Nell'anno 2022 le aie dello Stallo della Misericordia sono state rinominate come piazza "Don Alessandro Longo", arciprete per oltre 26 anni.

### La chiesa parrocchiale
La prima menzione di una chiesa a Bariano dedicata ai santi Gervasio e Protasio è da ricercarsi in un documento datato 1148 nel quale si dice che il cardinale Guidone da Somma la attribuì alla diocesi di Bergamo; era compresa nella pieve foraniale di Fara. In un secondo momento, le fonti non specificano quando, la suddetta chiesa fu declassata a campestre e il suo precedente titolo venne traslato a quella di San Bartolomeo in paese. La parrocchiale passò nel 1565 alla vicaria di Ghisalba, mentre nel 1574 ne costituì una autonoma. Dalla relazione della visita pastorale del 1575 dell'arcivescovo di Milano Carlo Borromeo s'apprende che la parrocchiale era sempre dedicata a San Bartolomeo, che la chiesetta dei Santi Gervasio e Protasio era stata rifatta da non molto tempo e che entrambe erano ritornate nella vicaria di Ghisalba. Da quanto scritto in un documento di poco posteriore si intuisce che la chiesa dei Santi Gervasio e Protasio aveva assunto il titolo di comparrocchiale.
Nel 1667 la parrocchia di Bariano risulta aver ripreso l'antico nonché attuale titolo dei Santi Gervasio e Protasio. Nel 1734 la chiesa entrò a far parte della vicaria di Mornico. La nuova parrocchiale venne costruita tra il 1743 e il 1750 sul luogo dell'antica chiesa di San Bartolomeo; il campanile fu eretto nel 1757. Nel 1820 la chiesa passò alla vicaria di Spirano e la consacrazione venne impartita dal vescovo Pier Luigi Speranza il 28 aprile 1868. La parrocchiale fu ceduta nel 1923 alla vicaria di Romano di Lombardia e nel 1971, in seguito alla riorganizzazione territoriale della diocesi, alla neo-costituita zona pastorale IX. Infine, nel 1979 venne aggregata al vicariato di Ghisalba-Romano.

### La chiesa della Beata Vergine Annunziata
La chiesa fu costruita nel 1610 dal Cavaliere Antonio Rivola in luogo della demolita chiesa dei Santi Protasio e Gervasio (testimoniata già nel secolo XI) posta lungo la strada per Crema, la chiesa è circondata da prato e da un piccolo marciapiede che corre lungo tutto il perimetro di essa. La facciata è intonacata, suddivisa in tre settori, da lesene che si ergono alte sino a raggiungere il cornicione sul quale poggia il timpano triangolare che conclude la facciata. Il settore centrale, ospita un portale in arenaria sormontato in alto, da una finestra curva che illumina internamente la chiesa. Nei settori laterali sono presenti due finestre rettangolari con contorno in pietra sagomata, complete di inferriate. Sopra queste finestre, sono poste due nicchie con dipinti raffiguranti a sinistra l’Annunciazione di Maria e a destra l’Angelo Annunciante. La chiesa ha un’unica navata a pianta rettangolare suddivisa in tre campate, da lesene che sorreggono il cornicione su cui si imposta la volta a botte.

### Il convento dei Neveri
Lungo la strada che collega Bariano con Romano di Lombardia, a pochi metri dal fiume Serio, sorge l'ex convento carmelitano dei Neveri, riconoscibile per il tiburio e il campanile della cappella della Beata Vergine del Carmelo. Le origini del Convento risalgono alla conquista di quest'area da parte della Roma repubblicana e alla conseguente fondazione del villaggio di Averga nel I secolo a.C. Grazie alla presenza di un guado del fiume Serio e di un'importante arteria stradale che la metteva in contatto col resto del mondo romano e non, Averga fiorisce, diventando un polo commerciale di rilievo; sorgono terme, luoghi di culto e dimore lussuose. Proprio da una di queste dimore, per la precisione una villa, qualcosa di vicino a un'azienda agricola, nasce il primo nucleo del Convento. Probabilmente intorno al IV secolo un'ala della casa infatti viene adibita a mausoleo e affrescata con bellissime scene di carattere funerario, che ancora oggi affascinano per i colori vividi e 'espressività delle figure. La caduta dell'impero Romano d'Occidente apre la strada ai nuovi dominatori longobardi. La loro conversione intorno al 669 porta nuova linfa alla villa romana, che viene trasformata in una pieve: nel mausoleo trova posto il battistero dedicato a San Giovanni Battista, la chiesa plebana di Santa Maria viene invece edificata sull'antica parte abitativa. Accanto alla pieve si sviluppa una vasta area cimiteriale che riutilizza le sepolture romane. Sono state rinvenute un centinaio di tombe, di cui una ventina visibili nelle due sale adiacenti la cappella. Quando intorno al Mille Averga scompare, devastata dalle piene del fiume Serio, la chiesa sopravive e viene annessa al territorio della parrocchia di Bariano, il piccolo villaggio vicino che prenderà da questo momento a espandersi. Ciò che resta del Basso Medioevo sono gli affreschi dell'abside ovest, realizzati nel XIV secolo, raffiguranti alcuni dei santi più venerati all'epoca in questo luogo. Nel 1480 l'arciprete di Bariano, Fermo Furnio da Caravaggio, dona la chiesa e il terreno circostante alla Congregazione dei Padri Carmelitani di Mantova. I frati fondano qui il loro convento. La loro spiritualità e particolare devozione alla Vergine del Carmelo è visibile in ciò che resta degli ex voto che un tempo rivestivano le pareti dell'abside e del corridoio di accesso alla cappella a Lei dedicata, ricavata dal battistero; il più vicino alla nostra sensibilità è con tutta probabilità quello fatto realizzare da un padre che ringrazia la Madonna di aver guarito sua figlia. All'interno del convento vi erano una foresteria, una corte rustica con stalle ed due grandi chiostri intorno ai quali si articolavano le cucine, il refettorio -che fungeva anche da sala capitolare- e le celle dei frati, ubicate al piano superiore. La Repubblica di Venezia sopprime e mette all'asta il cenobio nel 1770; nel 1776 viene acquistato dalla famiglia Imberti, che lo destina a tutt'altre funzione, da corte rustica a osteria. Dopo secoli di storia il complesso cade in rovina. Per ampliare lo spazio agricolo la chiesa maggiore di Santa Maria viene demolita nel 1860. La cappella invece sopravive, ma solo nel 1937 torna di proprietà della parrocchia di Bariano. Nel 2001 iniziano i restauri che in sedici anni riportano alla luce questo scrigno nel quale, come nelle pagine di un libro, gli uomini hanno scritto la loro fede

## Cronologia delle vicende storiche
EPOCA ROMANA: Il borgo trae origini da un gentilizio denominato «BARIUS». Un'iscrizione testimonia che nella località era dominante la tribù Voturia, alla quale era ascritta Bergamo ed il suo territorio, mentre Cremona era ascritta alla tribù Aniense.
VI SEC. DC: Nella località tra Bariano, Fornovo e Mozzanica, subito dopo la fine della guerra con i goti (anno 553), erano stati collocati alcuni limitanei bizantini (militari-agricoltori di origine greca).
840: In un documento del 27 aprile compare un personaggio di nome "Romaldus", che risulta essere quasi certamente il progenitore illustre della famiglia «da Bariano» che dominerà la scena storica della zona un secolo più tardi. Nello stesso anno viene citato per la prima volta un antico «vicus» romano, Avvilga o Averga, che diviene pieve cristiana in epoca altomedioevale, per poi scomparire in epoca medioevale. Era ubicato nella zona dove attualmente sorge l'ex convento dei Carmelitani.
885: Il personaggio "Gregorius de Barriano" è citato in un documento del 22 marzo; è la prima volta che il nome del borgo compare in un documento. Il nome comparirà ancora più volte negli anni successivi.
976: Il più illustre personaggio della famiglia «Da Bariano», ROGIERO I, sposa Ermengarda, appartenente ad una vecchia famiglia di giudici pavesi, ed entra in possesso dei molti beni nel territorio di Lodi.
977: Rogiero I di Bariano, Signore delle terre barianesi, definito «fidelis noster» dall'Imperatore Ottone III, risulta essere Vassallo del vescovo di Cremona Odelrico.
SECOLO XI: Il borgo continua il suo periodo di grande importanza storica, destando l'attenzione dei regnanti. Il suo territorio faceva parte del demanio dell'Imperatore che, volta a volta, lo concedeva in feudo ai suoi fedeli. Nell'anno 1037 è citato per la prima volta il «castrum», cioè il luogo fortificato, edificato solamente dopo il 1022. È in atto per tutto il secolo il tentativo del vescovo di Cremona di prendere possesso del borgo.
1018: Una parte delle terre di Bariano, di proprietà di Imiza figlia di Rogiero I, furono cedute tramite Giovanni, prete della chiesa SS. Tecla e Pelagia, al vescovo di Cremona Landolfo.
1037: Rogiero II, nipote di Rogiero I, con atto del 14 maggio, cede tutte le case e le terre che possedeva in Bariano a Rotepaldo di Sergnano, probabile intermediario del vescovo di Cremona Ubaldo. Alcuni anni più tardi (1041) Rogiero rinunciò anche al titolo avito «de Bariano». Il borgo passò così totalmente nelle mani del vescovo di Cremona.
SECOLO XII: Questi cento anni sono caratterizzati da terribili lotte per il potere temporale sulle terre di pianura tra il vescovo di Cremona e quello di Bergamo. Nella lotta si inseriscono anche i Milanesi, che tuttavia ne rimangono ben presto e definitivamente esclusi.
1123: La corte di Bariano, con quelle di Fornovo e Mozzanica, proprietà del vescovo di Cremona Oberto, viene temporaneamente ceduta, con atto di investitura, ai milanesi Guido, figlio di Ottone, e Pietro figlio di Ariprando Visconti.
1129: Il vescovo Oberto investe delle sopraddette terre i conti Guido figlio di Arioaldo, e Ardizzo, figlio di Alberto da Melegnano.
1144: Papa Lucio II, dal Laterano il 17 marzo, conferma al vescovo di Cremona Oberto il possesso ed i diritti della corte di Bariano.
1148: La sentenza arbitrale del Cardinale Guidone da Somma, legato al Pontefice Eugenio III, stabilisce espressamente che le terre e la chiesa di Bariano appartenevano al vescovo di Bergamo.
1160: L'Imperatore Federico Barbarossa dona al vescovo di Cremona i beni di numerose persone nelle corti di Bariano, Fornovo, Mozzanica, Rivoltella e Carenzo, e fa divieto agli uomini di Caravaggio di transitare su queste terre e di estrarvi acqua.
1176: Un documento dell'Acta Cremonae descrive i redditi per i beni ecclesiastici che il vescovo di Cremona riscuoteva in Fornovo e nella sua plebania; tra di essi figura anche Bariano.
1183: Anche i Milanesi avanzano pretese sulla corte di Bariano; la pace di Costanza, firmata il 25 giugno; assegna tuttavia il borgo ai Bergamaschi.
SECOLO XIII: Continuano per tutto questo secolo le lotte tra il vescovo di Cremona e quello di Bergamo per il potere sulle terre di pianura. Lentamente tuttavia, almeno per il borgo di Bariano, il predominio passa ai bergamaschi.
1260: La chiesa di Bariano risulta soggetta alla pieve di Fara Olivana, della diocesi di Bergamo.
1263: Lo Statuto di Bergamo cita Bariano come territorio a mezzogiorno della Porta S. Stefano.
1271: Il vescovo ed il Comune di Cremona avanzano ancora pretese di dominio sulle terre di Bariano. Gli ambasciatori cremonesi infatti presentano formali proteste al Consiglio Comunale di Bergamo per le opere di delimitazione dei confini intraprese dai bergamaschi. Erano infatti stati iniziati i lavori di scavo per il Fosso Bergamasco.
1273: Le corti di Bariano, di Mozzanica, e di Calcio, sono descritte in una copia dello statuto di Cremona, autenticata dai notai Basano de' Roberti e Giovanni Hermizani.
SECOLO XIV: Cambiano notevolmente le situazioni politiche generali; scompaiono definitivamente le lotte ecclesiastiche per il potere temporale sulle terre di pianura; la storia concede ormai il predominio alle grandi potenze, sorrette da organizzati eserciti e dalle prime armi da fuoco.
1320: Fu costruita la Roggia Ragnola, che nasceva in territorio di Morengo, ed attraverso il territorio di Bariano, scendeva ad alimentare il mulino di Caravaggio. Essa fu per molti secoli il pomo della discordia tra gli abitanti di Bariano e la comunità di Caravaggio.
1335: Azzone Visconti occupa la terra di Bariano e quelle circostanti fino a Romano, che ne diviene la roccaforte.
1376: La grande famiglia Suardi, bergamasca, risulta infeudata, da parte dei Visconti, della terra e del castello di Bariano, insieme con altri numerosi castelli.
SECOLO XV: Si affaccia sulla storia territorio barianese, per la prima volta, la Repubblica Veneta. Dopo alcuni decenni di guerre, la repubblica conquista il dominio, in modo pressoché definitivo, alla metà del secolo. Si fonda il luogo pio detto «La Misericordia» a beneficio dei poveri.
1407: Pandolfo Malatesta aveva conquistato il dominio del borgo a danno dei Suardi.
1408: Il Malatesta restituisce, per ragioni politiche, Bariano a Pietro Suardi. Questa famiglia era al comando dei ghibellini bergamaschi.
1428: A seguito della pace di Ferrara il castello di Bariano è incorporato nel dominio della Repubblica Veneta; comandava il castello Gentilino Suardi.
1431: Gentilino Suardi, Signore delle terre di Bariano, è condannato alla confisca di tutti i suoi beni ed al bando perpetuo per ribellione contro lo Stato Veneto.
1435: La Repubblica Veneta vende i beni, confiscati al ribelle Suardi, a Fedrighino Rivola, appartenente ad una illustre famiglia bergamasca.
1440: Il territorio è conquistato dall'esercito veneto agli ordini di Francesco Sforza.
1441: Bariano ed i paesi circostanti sono riconquistati dai Visconti per merito di Niccolò Piccinino. La pace di Cavriana conferma i Milanesi nel possesso di Bariano.
1443: A seguito della espulsione delle famiglie più influenti della Val Brembilla ad opera della Repubblica Veneta, a Bariano e Gera d'Adda si insediano i vari nuclei della grande famiglia Carminati.
1446: Il territorio è nuovamente conquistato dai veneziani nel mese di ottobre e rimane sotto il controllo del provveditore Giacomo Antonio Marcello.
1448: Nei pressi di Bariano si accampa l'esercito veneto agli ordini di Bartolomeo Colleoni, che affronta il 15 settembre l'esercito milanese accampato a Caravaggio, ma subisce una rovinosa sconfitta.
1453: L'esercito milanese di Francesco Sforza, agli ordini di Bartolomeo Colleoni conquista Bariano e tutta la pianura bergamasca fino alla Val Calepio.

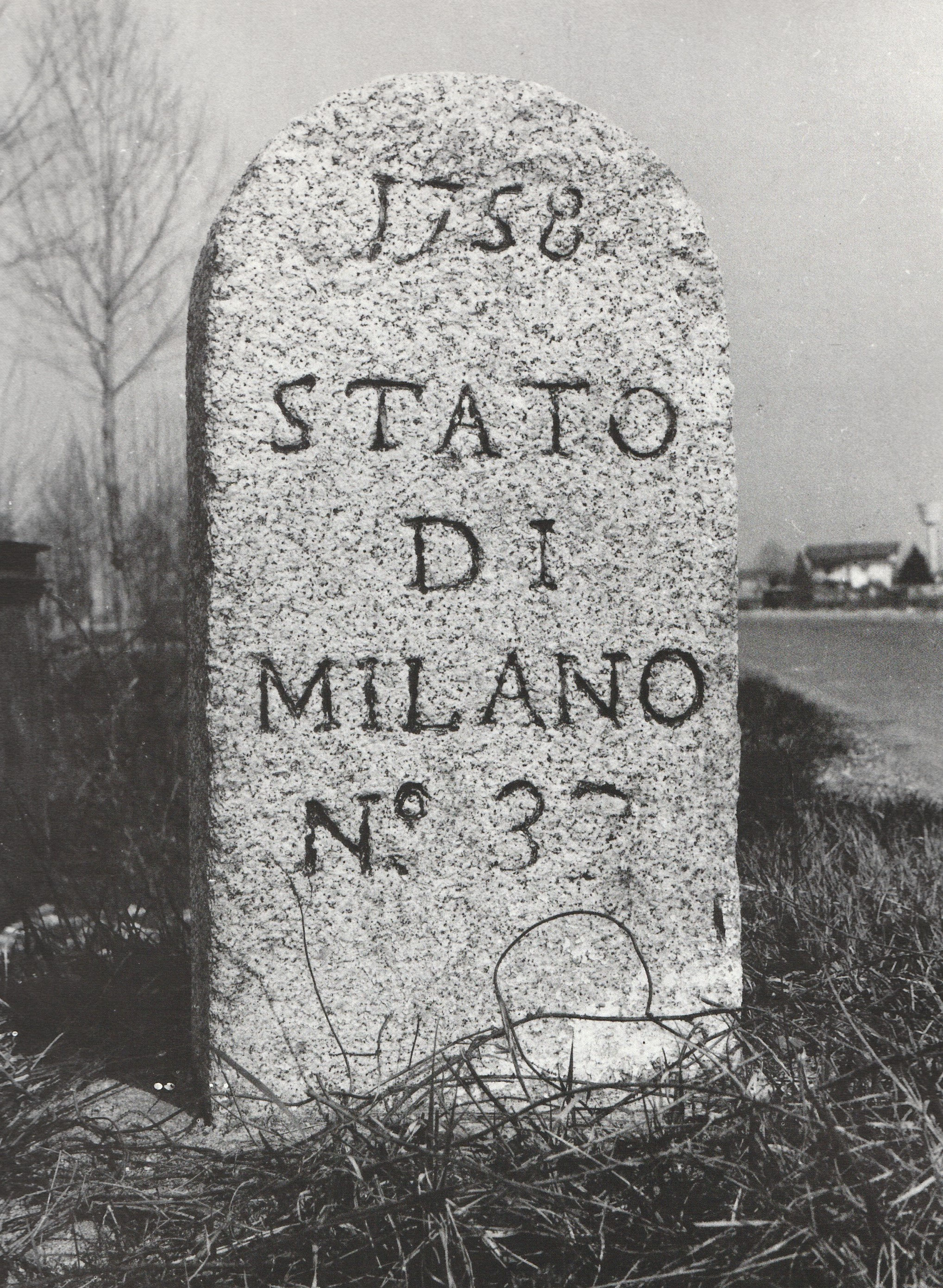
Uno dei cippi di confine tra lo Stato di Milano e lo Stato Veneto lungo il fosso bergamasco.

1454: La pace di Lodi stipulata il 9 aprile decreta i confini definitivi tra la Repubblica Veneta e lo Stato di Milano di Francesco I Sforza. Il confine è stabilito lungo il fosso bergamasco; Bariano, situato immediatamente a nord del confine, entra a far parte del territorio della Repubblica Veneta.
1480: Fermo Furnio di Caravaggio, arciprete di Bariano, dona ai Padri Carmelitani dell'Osservanza due cappelle nella sua terra e precisamente quelle dedicate a Santa Maria ed a San Giovanni Battista; sei anni più tardi i Carmelitani vi erigevano un Monastero, avendo le guerre impedito che lo si erigesse prima.
1483: Nell'ottobre Ludovico Sforza Duca di Bari e Governatore di Milano in nome del nipote Gian Galeazzo Sforza s'impadronisce della pianura bergamasca da Urgnano a Romano, compreso Bariano.
1484: Il 7 agosto la Repubblica Veneta recupera il possesso dei suoi territori.
SECOLO XVI: II secolo fu caratterizzato, fin dai primi anni, dall'apparire sulla scena politica dei grandi stati europei, desiderosi di dominare e condizionare i piccoli stati italiani. Gli eserciti disponevano ormai delle grandi artiglieri di campagna. I piccoli borghi, come Bariano, erano ormai meno importanti e dovevano passivamente subire queste lotte e i soprusi che inevitabilmente ne derivavano.
1509: Carlo d'Amboise, Signore di Chaumont e di Meillan, regio Luogotenente in Italia, a seguito della Battaglia di Agnadello del 14 maggio, viene investito il 10 giugno da Luigi XII, Re di Francia e Duca di Milano, della pianura bergamasca, di altre terre della Valle Imagna, della Valle Seriana, di Lovere ed altre terre. La donazione fu convalidata dal Senato di Milano il 24 luglio.

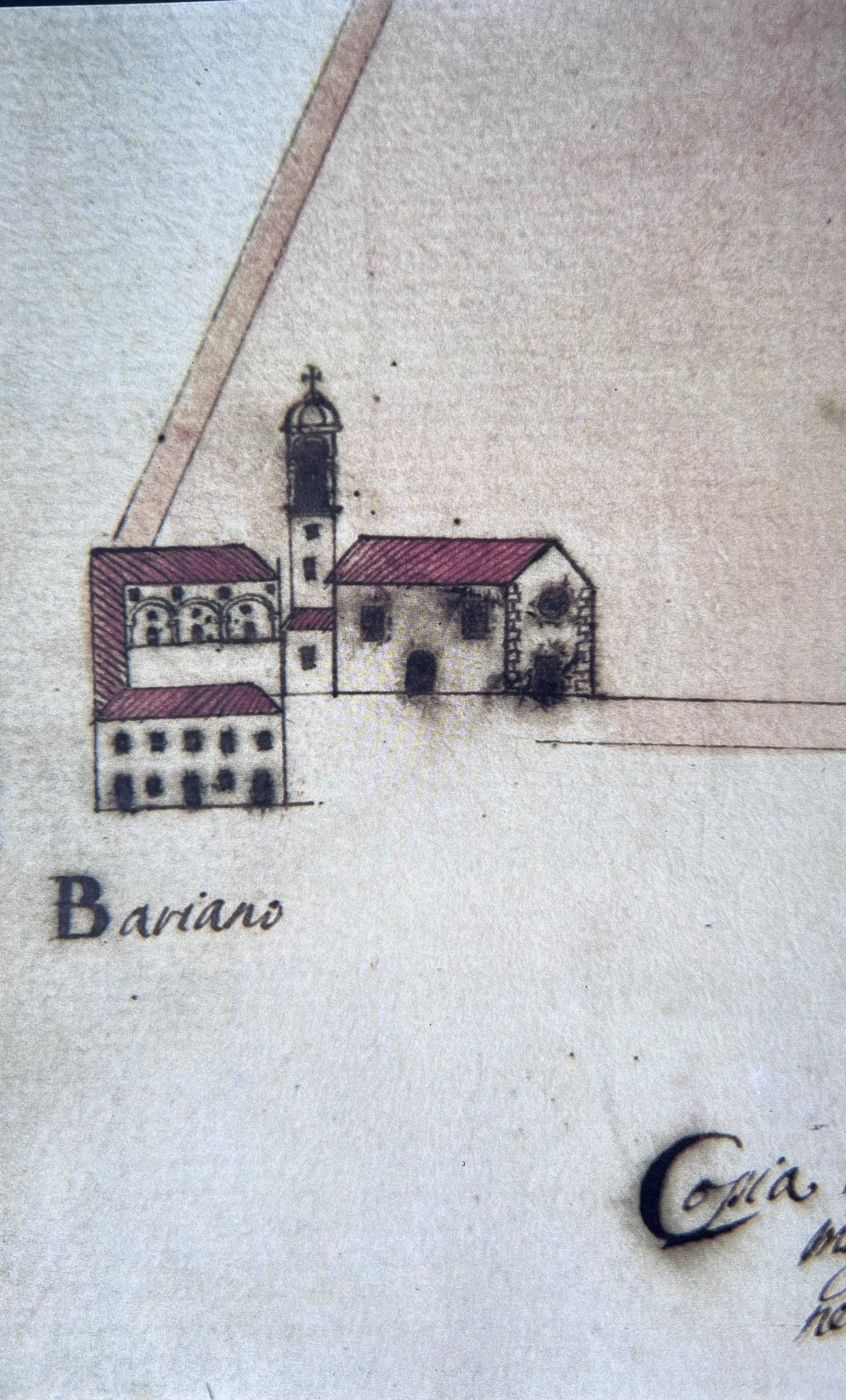
Bariano in una rappresentazione schematica dell'anno 1681, tratta da una planimetria conservata presso la Biblioteca Civica di Bergamo.

1512: A seguito dei nuovi accordi internazionali, tutto il territorio ritorna sotto il dominio della Repubblica Veneta.
1531: Nel convento dei Carmelitani ha luogo il Capitolo Generale della Congregazione Generale di Mantova.
1570: La chiesa parrocchiale dei santi Gervasio e Protasio, che sorgeva fuori dall'abitato, incomoda ed in rovina, viene abbandonata.
SECOLO XVII: Gli avvenimenti politici generali si sono ormai stabilizzati in un equilibrio garantito dai grandi eserciti e dalle grandi armi da fuoco. Bariano fa ormai parte stabilmente della Repubblica Veneta.
1602: Le cronache locali segnalano al 30 giugno una terribile grandinata che rase al suolo tutti i raccolti, recidendo persino i gambi ed i rami degli alberi. Nell'inverno successivo il territorio fu infestato dai lupi che scendevano lungo i boschi del Serio, attaccando bestie ed uomini.
1610: Il cavaliere Antonio Rivola, nobile di questa terra, discendente di quel Fedrighino Rivola che nel 1435 era divenuto signore di Bariano, provvede a far demolire l'antica chiesa parrocchiale abbandonata nel 1570, ed ordina che sia costruito in sua sostituzione l'oratorio campestre della SS. Annunciata.
1613: Le truppe spagnole alloggiate nella Geradadda il 13 novembre entrano in Bariano e lo mettono a sacco, asportando viveri e gli arredi sacri delle chiese. La popolazione era fuggita in mezzo ai boschi; tuttavia alcuni borghigiani erano stati fatti prigionieri al fine di ricevere denaro in cambio della loro vita.
1617: Don Pedro di Toledo, Governatore di Milano, nel mese di ottobre, inviava il proprio esercito sulle terre della Repubblica, saccheggiando Bariano ed altre terre vicine.
1630: Anche Bariano subisce le conseguenze della terribile pestilenza, resa famosa dal Manzoni nei Promessi Sposi.
SECOLO XVIII: Il settecento è un secolo molto tormentato, con grandi calamita naturali, grandi iniziative architettoniche, e sconvolgimenti politici, che porteranno alla scomparsa di quella grande civiltà rappresentata dalla Repubblica Veneta.
1714: Si segnala una grave malattia epidemica negli animali bovini ed equini, definita un vero flagello.
1726: Iniziano in questo periodo le malattie malariche causate dalle risaie impiantate nel territorio di Caravaggio, Fornovo e Masano, oltreché dai campi coltivati a marcita perenne.
1743: Si inizia la costruzione della nuova chiesa parrocchiale, sul luogo stesso dove sorgeva l'antica chiesa di S. Bartolomeo, ad opera di Mastro Antonio Ganalli di Brignano. La nuova chiesa si rendeva agibile nel 1750, ma venne consacrata solamente nel 1868 col titolo antico dei Santi Gervasio e Protasio.
1757: Si costruisce il campanile della nuova parrocchiale, sopra un'area donata dai conti Albani.
1770: Il governo della Repubblica Veneta decreta la soppressione del Convento dei Carmelitani, requisendone i beni; sei anni più tardi l'edificio, con asta pubblica, viene acquisito dalla famiglia Imberti di Cologno.
1783: Inizia un periodo di gravi calamità naturali; ad una grave carestia di questo anno, si succedono due violentissimi terremoti con danni alle abitazioni l'8 aprile 1786, il 16 e 28 giugno 1802.
1797: Anche Bariano, a seguito delle note vicende storiche seguite alla rivoluzione francese ed alla presa di potere di Napoleone Bonaparte, entra a far parte della Repubblica Cisalpina.
SECOLO XIX: È il secolo della dominazione austriaca, delle guerre risorgimentali, della ferrovia e dell'industrializzazione; è l'inizio dell'era moderna.
1802: Un terribile terremoto provoca gravi danni alle costruzioni del borgo; a Romano un angelo in pietra cade dalla facciata della chiesa parrocchiale uccidendo un uomo.
1815: Su una popolazione di 800 persone, 650 risultano ammalate di malaria; i morti furono 32. Dopo un primo decreto di distruzione delle risaie della zona in data 9 marzo 1816, la Comunità di Bariano otteneva un decreto definitivo il 5 giugno 1866.
1832: Con testamento in data 24 giugno il nobile Francesco Grattaroli fonda il Luogo Pio Grattaroli dei Poveri Infermi.
1859: Il giorno di Pentecoste transita da Bariano, proveniente da Morengo, la quinta divisione dell'esercito italiano, agli ordini del Generale Domenico Cucchiari.
1860: Viene demolita la chiesa di Santa Maria de' Neveri, nell'ex Convento dei Carmelitani. Era in pieno corso la gravissima malattia della «crittogama delle viti» e della «atrofia dei bachi da seta» che porterà alla disperazione ed alla fame un grande numero di famiglie di contadini.
1867: Una terribile epidemia di colera colpisce a Bariano 64 persone, con 39 morti.
1878: Si inaugura il 5 maggio la nuova ferrovia Treviglio-Rovato, che transita sul territorio di Bariano.

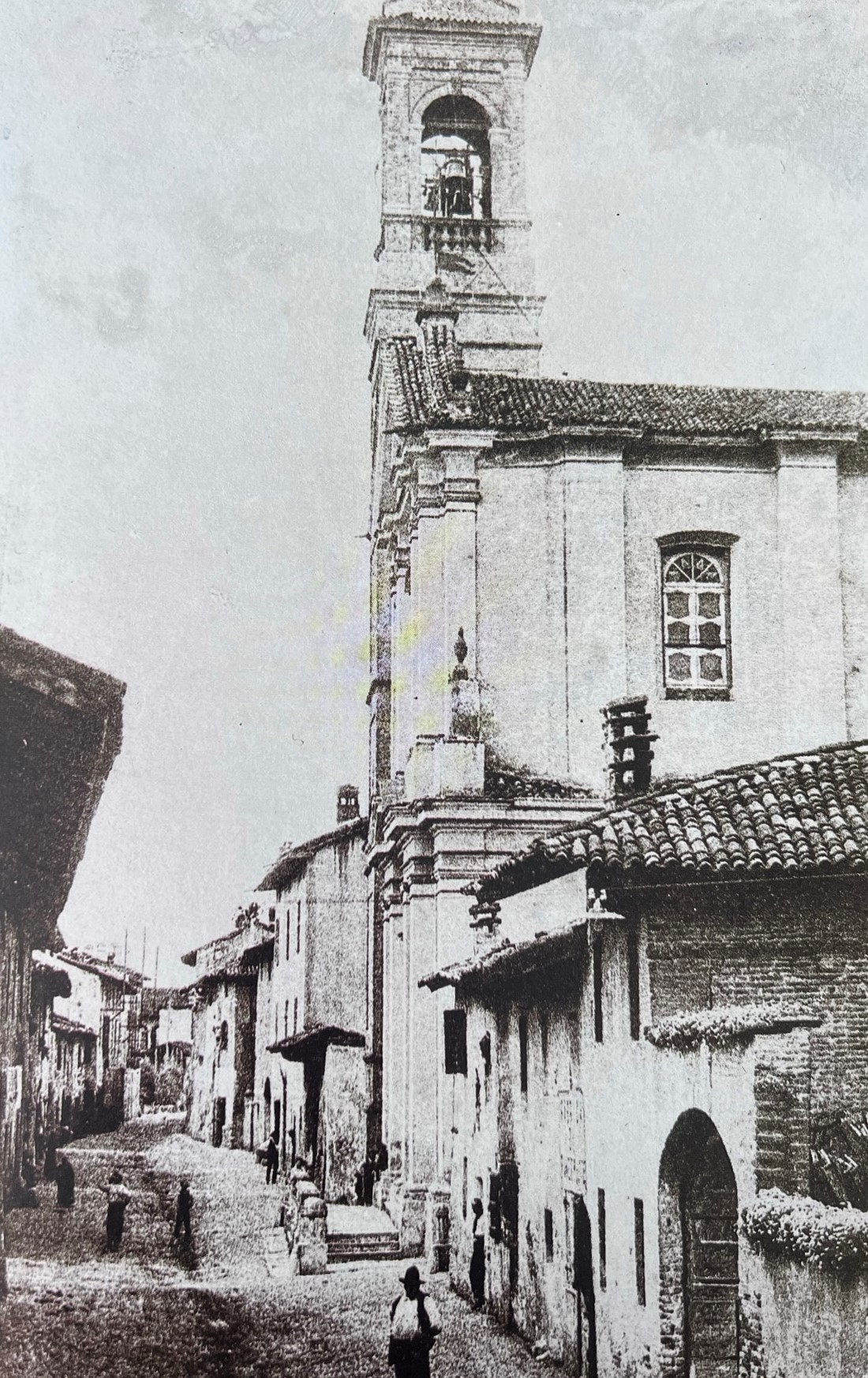
La chiesa di Bariano prima del 1920. Esisteva ancora l'edificio che sorgeva dove attualmente si trova la piazza don Paganessi.

1915: Giunge anche a Bariano la corrente elettrica, proveniente da Fornovo.

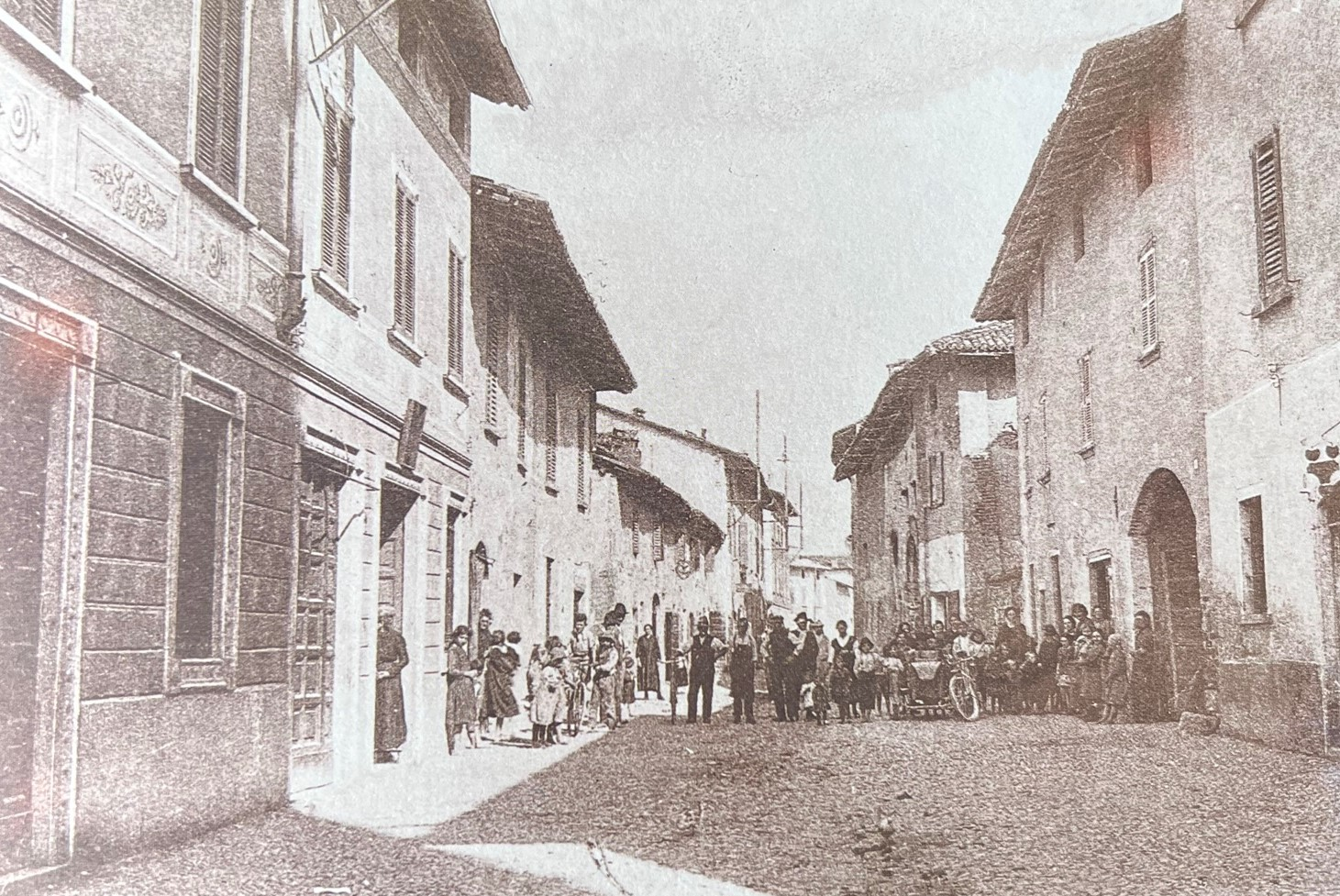
Via Umberto 1°, l'attuale Via Roma negli anni '20.

## Società

### Evoluzione demografica
Abitanti censiti

### Elenco degli arcipreti
Periodo di riferimento 1575-oggi.
| Periodo   | Nome                             |
| --------- | -------------------------------- |
| 1575-1593 | Giulio de Rondis                 |
| 1593-1598 | Gio. Batta Dantio di Pandino     |
| 1598-1613 | Fabio de Apibus                  |
| 1613-1629 | Federico Trinello                |
| 1629-1634 | Antonio Castello                 |
| 1634-1654 | Pietro Cividino                  |
| 1654-1668 | Jacopo Antonio Caniana di Romano |
| 1668-1687 | Alessandro Locati                |
| 1687-1688 | Cristoforo de Bissolis           |
| 1688-1703 | Battista Facchi                  |
| 1703-1746 | Gio. Antonio Vitalba             |
| 1746-1803 | Franco Giuseppe Vitalba          |
| 1803-1826 | Luigi Carrara                    |
| 1826-1836 | Pietro Baronchelli               |
| 1837-1860 | Luigi Valoti                     |
| 1860-1869 | Carlo Fumagalli                  |
| 1869      | Giuseppe Baizini                 |
| 1869-1881 | Antonio Adobati                  |
| 1881-1891 | Vincenzo Busti                   |
| 1891-1905 | Bernardo Carsana                 |
| 1906-1912 | Giovanni Ferrari                 |
| 1912-1934 | Luigi Paganessi                  |
| 1935-1950 | Adamo Telini                     |
| 1951-1972 | Alessandro Ceresoli              |
| 1972-1982 | Giovanni Albani Rocchetti        |
| 1982-2008 | Alessandro Longo                 |
| 2008-2015 | Vittorio "Ernesto" Belloni       |
| 2015-2022 | Giansilvio Gualandris            |
| 2022 -    | Innocente Chiodi                 |

## Amministrazione
| Periodo        | Periodo        | Primo cittadino      | Partito                     | Carica  | Note   |
| -------------- | -------------- | -------------------- | --------------------------- | ------- | ------ |
| 2004           | 2009           | Gianluigi Corna      | Lega Nord - Liste civiche   | Sindaco |        |
| 2009           | 25 maggio 2014 | Fiorenzo Bergamaschi | Lista civica                | Sindaco |        |
| 26 maggio 2014 | 25 maggio 2019 | Fiorenzo Bergamaschi | Lista civica                | Sindaco |        |
| 26 maggio 2019 | 9 giugno 2024  | Andrea Rota          | Vivi Bariano - Lista Civica | Sindaco | [ 1 ]  |
| 10 giugno 2024 | attuale        | Andrea Rota          | Vivi Bariano - Lista Civica | Sindaco | [ 13 ] |